# Anton Roosjen

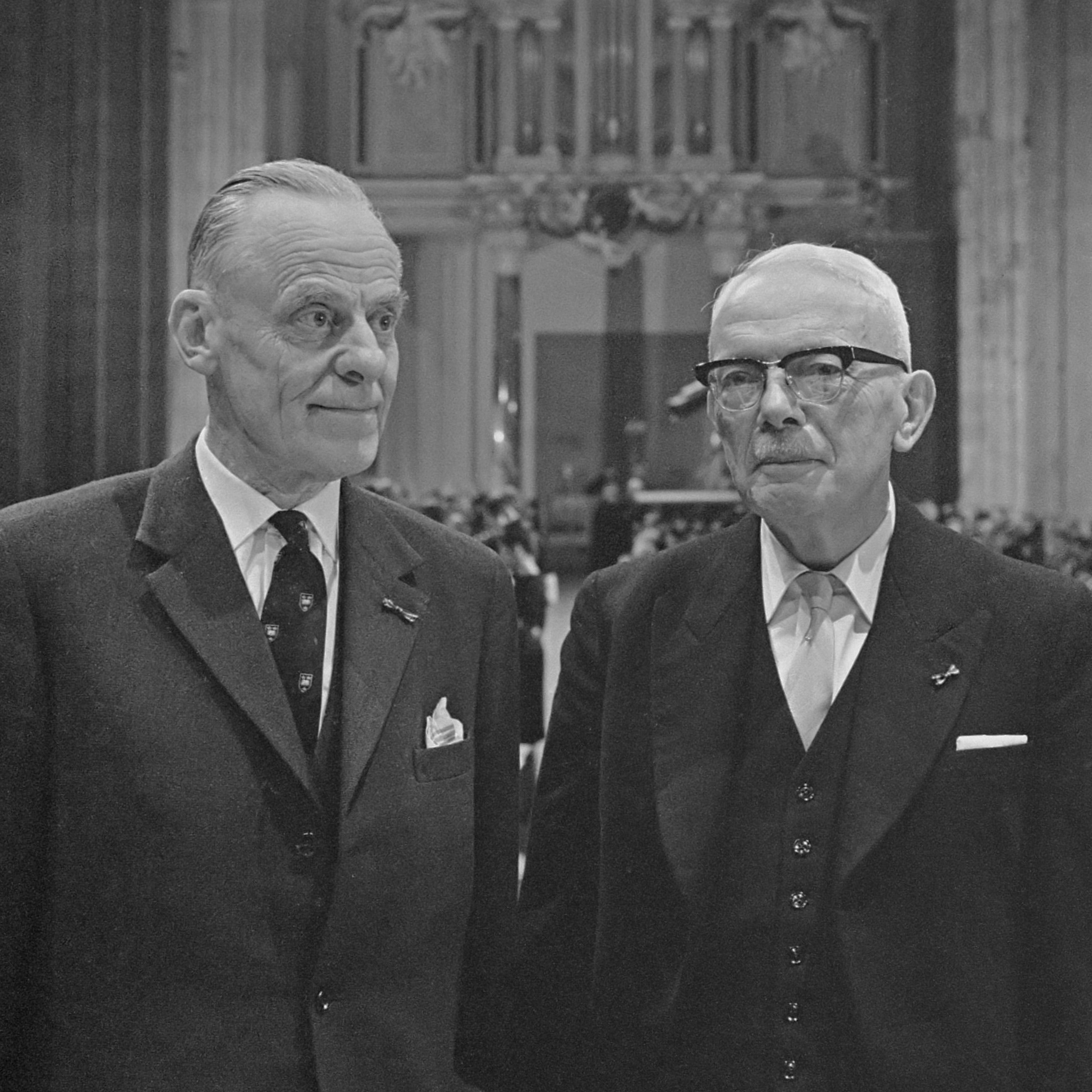
De heer A.B. Roosjen (rechts), voorzitter van de NCRV, samen met W.A. Visser 't Hooft tijdens een bijeenkomst tgv het 40-jarig bestaan van deze omroep in de Eusebiuskerk in Arnhem (9 november 1964)

Anton Bernard Roosjen (Aalsmeer, 13 september 1894 – Amsterdam, 15 juni 1978) was een Nederlands politicus en bestuurder van omroeporganisaties.
Roosjen werd als zevende kind geboren in een protestants-christelijk onderwijzersgezin te Aalsmeer.

## Politieke en bestuurlijke loopbaan
Roosjen behaalde in 1913 zijn onderwijzersdiploma aan de kweekschool De Klokkenberg in Nijmegen. Hij begon als onderwijzer aan een christelijke mulo te Stadskanaal. Na zijn militaire diensttijd werd hij in november 1917 benoemd tot wiskundeleraar aan de Hervormde Kweekschool te Amsterdam. Op latere leeftijd studeerde hij in zijn vrije tijd rechten aan de Vrije Universiteit in Amsterdam, waar hij in februari 1938 de meestertitel verwierf.
In juni 1937 deed hij zijn intrede in de politiek, toen hij gekozen werd tot lid van de Tweede Kamer voor de Anti-Revolutionaire Partij (ARP). Voor deze partij was Roosjen onder meer onderwijswoordvoerder. Zijn lidmaatschap kwam tot een einde na de Tweede Kamerverkiezingen van 1963.
Tijdens de oorlog stak hij zijn steun voor de wettige regering en voor het Oranjehuis niet onder stoelen of banken. Hij werd bijna vier jaar lang als gijzelaar vastgehouden in Buchenwald, Haaren, St. Michielsgestel en Vught.
In de naoorlogse jaren had Roosjen een belangrijke rol in het omroepwezen. Op 15 juli 1948 werd hij, als opvolger van A. van der Deure, benoemd tot voorzitter van de Nederlandse Christelijke Radio Vereniging (NCRV). In oktober 1951 nam hij plaats in het bestuur van de eerder in dat jaar opgerichte Nederlandse Televisie Stichting (NTS). Na herstructurering van het omroepbestel in de jaren zestig werd Roosjen per 1 januari 1966 door de Kroon benoemd tot voorzitter van de Nederlandse Radio Unie (NRU) 'nieuwe stijl', nadat hij eind 1965 zijn bestuursfuncties bij de NCRV en de NTS had neergelegd. Op 29 mei 1969 ging deze organisatie tezamen met de NTS op in de nieuw opgerichte Nederlandse Omroep Stichting (NOS).

## Naamgever "Mammoetwet"
Met bijzondere belangstelling volgde hij het tot stand komen van onder andere de Wet tot regeling van het Voortgezet Onderwijs (1963) en de Omroepwet van 1967. Eerstgenoemde wet, het geesteskind van minister Jo Cals, had niet zijn goedkeuring. Zo sprak hij tijdens de Kamerdebatten gekscherend over een 'mammoetwet', een bijnaam die algauw algemeen bekend en ingeburgerd raakte.
- Biografisch Portaal: 28664305
- International Standard Name Identifier: 0000 0003 9513 6578
- Nederlandse Thesaurus van Auteursnamen: 068990952
- Parlement.com: vg09ll68q5zf
- Virtual International Authority File: 289755444
- WorldCat: E39PBJfrJT3ggp9hCkhh97WVYP